# 田渡修人
田渡 修人（たわたり しゅうと、1990年〈平成2年〉1月6日 - ）は、日本のプロバスケットボール選手。東京都出身。ポジションはシューティングガード。Bリーグ・福井ブローウィンズ所属。

## 人物
1990年、東京都に生まれる。父は京北中学校・高等学校バスケットボール部監督の田渡優。兄はさいたまブロンコス、東京サンレーヴスに所属した田渡敏信、弟はNIKE ALL ASIAN CAMP日本代表に選ばれた経験を持つ、しながわシティに所属の田渡凌。
弥生第二スポーツ少年団でバスケを始め、京北中学校・高校に進学。高校3年生時の2007年ウインターカップはベスト8。
2008年4月、筑波大学に進み、4年次には第33回李相佰杯争奪日韓学生バスケットボール競技大会のメンバーにも選出される。
2012年、リンク栃木ブレックスに加入。3シーズン在籍。
2015年6月、bjリーグの浜松・東三河フェニックスに移籍。2015-16シーズンはレギュラーシーズン52試合全てに出場し、1試合平均4.1得点を挙げた。
2016-17シーズン、Bリーグ発足に伴いチーム名が三遠ネオフェニックスに変更され、契約継続。
2017年・2019年Bリーグオールスターゲーム3ポイントコンテスト出場
2019年にサンロッカーズ渋谷に移籍し、4シーズンプレー。2023年からは福井ブローウィンズでプレーしている。

## 記録
| シーズン    | チーム | GP | GS | MPG  | FG%  | 3P%  | FT%   | RPG | APG | SPG | BPG | TO  | PPG |
| ----------- | ------ | -- | -- | ---- | ---- | ---- | ----- | --- | --- | --- | --- | --- | --- |
| JBL 2012-13 | 栃木   | 32 | 2  | 9.5  | 32.9 | 24.4 | 68.8  | 1.1 | 0.8 | 0.5 | 0.0 | 1.1 | 2.3 |
| NBL 2013-14 | 栃木   | 41 | 0  | 4.6  | 46.9 | 34.8 | 60.0  | 0.4 | 0.3 | 0.1 | 0.0 | 0.1 | 1.5 |
| NBL 2014-15 | 栃木   | 27 | 0  | 6.0  | 53.3 | 44.4 | 100.0 | 0.6 | 0.9 | 0.2 | 0.0 | 0.3 | 2.1 |
| bj 2015-16  | 浜松   | 52 | 6  | 11.5 | 45.5 | 38.9 | 100.0 | 1.1 | 0.8 | 0.6 | 0.0 | 0.7 | 4.1 |
| B1 16-17    | 三遠   | 57 | 56 | 26.8 | 43.1 | 41.2 | 80.0  | 2.4 | 1.7 | 0.8 | 0.1 | 1.2 | 9.2 |